# Frans Bouwmeester
Pour les articles homonymes, voir Bouwmeester.
Frans Bouwmeester, né le 19 mai 1940 à Bréda, est un footballeur international néerlandais actif durant les années 1950 et 1960. Il joue au poste d'ailier gauche. Il est surtout connu pour les six saisons qu'il passe au Feyenoord Rotterdam, remportant trois titres de champion et une Coupe des Pays-Bas.

## Carrière en club
Frans Bouwmeester effectue sa formation dans l'école de jeunes du NAC Breda, le club de sa ville natale. Il intègre l'équipe première en 1956, à seulement seize ans et s'impose immédiatement dans le onze de base de l'équipe au poste d'extérieur gauche. Il forme avec Hein van Gastel, de deux ans son aîné, une paire redoutable sur le flanc gauche du club malgré leur jeune âge. Il joue quatre saisons en première division avec le club avant de rejoindre le Feyenoord Rotterdam durant l'été 1960.
Il reçoit directement la confiance de son entraîneur, le Tchécoslovaque George Sobotka. Pour sa première saison au club, il remporte le titre de champion des Pays-Bas, le premier pour le club depuis la création du championnat professionnel. Le club conserve son titre la saison suivante et ajoute un troisième sacre à son palmarès en 1965. Cette année-là, Feyenoord réalise le premier doublé de son histoire en remportant également la Coupe des Pays-Bas. Frans Bouwmeester inscrit le seul but de la finale contre les Go Ahead Eagles à deux minutes de la fin du temps réglementaire.
En 1966, Frans Bouwmeester décide de retourner au NAC Breda, qui vient de remonter en première division. Il aide son club à se maintenir parmi l'élite et dispute une nouvelle finale de Coupe des Pays-Bas, s'inclinant toutefois après prolongation face à l'Ajax Amsterdam. Après trois saisons, il part pour la Belgique et signe au Racing White en 1969. Il ne parvient pas à s'imposer dans l'équipe du nouvel entraîneur Félix Week et ne joue qu'une seule rencontre en championnat avant de retourner dans son pays natal après une saison. Il joue encore un an pour le Dordrecht FC, en deuxième division, avant de ranger définitivement ses crampons.

### Statistiques
| Saison                | Club                  | Championnat           | Championnat | Championnat | Coupe(s) nationale(s) | Coupe(s) nationale(s) | Compétition(s) continentale(s) | Compétition(s) continentale(s) | Compétition(s) continentale(s) | Total | Total |
| Saison                | Club                  | Division              | M.          | B.          | M.                    | B.                    | Comp.                          | M.                             | B.                             | M.    | B.    |
| 1956-1957             | NAC Breda             | Eredivisie            | -           | -           | -                     | -                     | -                              | 0                              | 0                              | 0     | 0     |
| 1957-1958             | NAC Breda             | Eredivisie            | -           | -           | -                     | -                     | -                              | 0                              | 0                              | 0     | 0     |
| 1958-1959             | NAC Breda             | Eredivisie            | -           | -           | -                     | -                     | -                              | 0                              | 0                              | 0     | 0     |
| 1959-1960             | NAC Breda             | Eredivisie            | -           | -           | -                     | -                     | -                              | 0                              | 0                              | 0     | 0     |
| Sous-total            | Sous-total            | Sous-total            | -           | -           | -                     | -                     | -                              | 0                              | 0                              | 0     | 0     |
| 1960-1961             | Feyenoord Rotterdam   | Eredivisie            | -           | -           | -                     | -                     | -                              | 0                              | 0                              | 0     | 0     |
| 1961-1962             | Feyenoord Rotterdam   | Eredivisie            | -           | -           | -                     | -                     | C1                             | 3                              | 4                              | 3     | 4     |
| 1962-1963             | Feyenoord Rotterdam   | Eredivisie            | -           | -           | -                     | -                     | C1                             | 7                              | 2                              | 7     | 2     |
| 1963-1964             | Feyenoord Rotterdam   | Eredivisie            | -           | -           | -                     | -                     | -                              | 0                              | 0                              | 0     | 0     |
| 1964-1965             | Feyenoord Rotterdam   | Eredivisie            | -           | -           | -                     | -                     | -                              | 0                              | 0                              | 0     | 0     |
| 1965-1966             | Feyenoord Rotterdam   | Eredivisie            | -           | -           | -                     | -                     | C1                             | 2                              | 0                              | 2     | 0     |
| Sous-total            | Sous-total            | Sous-total            | -           | -           | -                     | -                     | -                              | 12                             | 6                              | 12    | 6     |
| 1966-1967             | NAC Breda             | Eredivisie            | -           | -           | -                     | -                     | -                              | 0                              | 0                              | 0     | 0     |
| 1967-1968             | NAC Breda             | Eredivisie            | -           | -           | -                     | -                     | C2                             | 3                              | 0                              | 3     | 0     |
| 1968-1969             | NAC Breda             | Eredivisie            | -           | -           | -                     | -                     | -                              | 0                              | 0                              | 0     | 0     |
| Sous-total            | Sous-total            | Sous-total            | -           | -           | -                     | -                     | -                              | 3                              | 0                              | 3     | 0     |
| 1969-1970             | Racing White          | Division 1            | 1           | 0           | 0                     | 0                     | -                              | 0                              | 0                              | 1     | 0     |
| Sous-total            | Sous-total            | Sous-total            | 1           | 0           | 0                     | 0                     | -                              | 0                              | 0                              | 1     | 0     |
| 1970-1971             | Dordrecht FC          | Eerste divisie        | -           | -           | -                     | -                     | -                              | 0                              | 0                              | 0     | 0     |
| Sous-total            | Sous-total            | Sous-total            | -           | -           | -                     | -                     | -                              | 0                              | 0                              | 0     | 0     |
| Total sur la carrière | Total sur la carrière | Total sur la carrière | 1           | -           | -                     | -                     | -                              | 15                             | 6                              | 16    | 6     |

### Palmarès
- 3 fois champion des Pays-Bas en 1961, 1962 et 1965 avec le Feyenoord Rotterdam.
- Vainqueur de la Coupe des Pays-Bas en 1965 avec le Feyenoord Rotterdam.

## Carrière en équipe nationale
Frans Bouwmeester est appelé pour la première fois en équipe nationale néerlandaise le 21 octobre 1959 pour une rencontre amicale face à l'Allemagne de l'Ouest qui tourne assez mal car les Pays-Bas s'inclinent 7-0. Il joue au total cinq rencontres avec les Oranjes, le dernier le 27 octobre 1968 dans le cadre des éliminatoires de la Coupe du monde 1970 contre la Bulgarie, perdu 2-0.
Le tableau ci-dessous reprend toutes les sélections de Frans Bouwmeester. Le score des Pays-Bas est toujours indiqué en gras.
| Date       | Compétition                                           | Adversaire           | Lieu      | Score | Remarque |
| ---------- | ----------------------------------------------------- | -------------------- | --------- | ----- | -------- |
| 21/10/1959 | Match amical                                          | Allemagne de l'Ouest | Cologne   | 7-0   |          |
| 30/10/1960 | Match amical                                          | Tchécoslovaquie      | Prague    | 4-0   |          |
| 03/03/1963 | Match amical                                          | Belgique             | Rotterdam | 0-1   |          |
| 09/12/1964 | Match amical                                          | Angleterre           | Amsterdam | 1-1   |          |
| 27/10/1968 | Qualifications pour la Coupe du monde 1970 (Groupe 8) | Bulgarie             | Sofia     | 2-0   | 65e      |

## Reconversion
Après sa carrière, Frans Bouwmeester reste éloigné du football professionnel pendant vingt ans. De 1992 à 1994, il est recruteur pour Willem II Tilburg. Il est ensuite nommé à la tête du département de recrutement du Feyenoord Rotterdam. De 2005 à 2012, il retourne au NAC Breda, également en tant que chef du recrutement.